# Yerson Candelo
Yerson Candelo Miranda (ur. 24 lutego 1992 w Cali) – kolumbijski piłkarz występujący na pozycji prawego obrońcy lub prawego pomocnika, reprezentant Kolumbii, od 2018 roku zawodnik Atlético Nacional.

## Kariera klubowa
Candelo jest wychowankiem szkółki juniorskiej CD Aston Villa de Villagorgona z miasta Candelaria, skąd jako siedemnastolatek przeniósł się do klubu Deportivo Cali. Do pierwszego zespołu został włączony jako osiemnastolatek przez szkoleniowca Jorge Cruza i w Categoría Primera A zadebiutował 7 sierpnia 2010 w zremisowanym 0:0 spotkaniu z Independiente Medellín. Jeszcze w tym samym roku zdobył z Deportivo puchar Kolumbii – Copa Colombia, początkowo pełniąc jednak głównie rolę rezerwowego. Pewne miejsce w linii pomocy wywalczył sobie dopiero w 2012 roku, zaś w jesiennym sezonie Finalización 2013 osiągnął wicemistrzostwo kraju. W 2014 roku wywalczył z Deportivo superpuchar Kolumbii – Superliga Colombiana, a premierowego gola w najwyższej klasie rozgrywkowej strzelił 30 marca tego samego roku w wygranej 2:0 konfrontacji z Uniautónomą. Podczas wiosennych rozgrywek Apertura 2015 zdobył z ekipą prowadzoną przez Fernando Castro tytuł mistrza Kolumbii, będąc jednym z czołowych graczy ligi. Ogółem w Deportivo spędził pięć lat.
Latem 2015 Candelo za sumę trzech milionów dolarów przeszedł do meksykańskiej drużyny Querétaro FC. W tamtejszej Liga MX zadebiutował 21 sierpnia 2015 w wygranym 4:2 meczu z Cruz Azul, natomiast pierwszą bramkę strzelił 2 października tego samego roku w wygranym 2:1 pojedynku z Tijuaną. Od razu został podstawowym graczem zespołu i w jesiennym sezonie Apertura 2016 zdobył z nią puchar Meksyku – Copa MX.

## Kariera reprezentacyjna
W 2011 roku Candelo został powołany przez szkoleniowca Eduardo Larę do reprezentacji Kolumbii U-20 na prestiżowy towarzyski Turniej w Tulonie. Tam rozegrał wszystkie pięć możliwych spotkań (wszystkie jednak w roli rezerwowego), zaś jego kadra triumfowała ostatecznie w tych rozgrywkach po pokonaniu w finale po serii rzutów karnych ekipy gospodarzy – Francji (1:1, 3:1 k). Miesiąc później znalazł się w składzie na Mistrzostwa Świata U-20 w Kolumbii, gdzie również pełnił rolę alternatywnego zawodnika i wystąpił w dwóch z pięciu meczów (w obydwóch jako rezerwowy). Kolumbijczycy, będący wówczas gospodarzami turnieju i posiadający w kadrze graczy takich jak James Rodríguez, Luis Muriel, Santiago Arias czy Jeison Murillo, odpadli z młodzieżowego mundialu w ćwierćfinale w wyniku porażki z Meksykiem (1:3).

## Statystyki kariery
| Deportivo Cali | 2010      | Kolumbia | Primera A | 1   | 0   | —   | —       | —             | —  | —    | 1≤   | 0≤ |
| Deportivo Cali | 2011      | Kolumbia | Primera A | 13  | 0   | 5   | 1       | CS            | 1  | 0    | 19   | 1  |
| Deportivo Cali | 2012      | Kolumbia | Primera A | 37  | 0   | 2   | 0       | —             | —  | —    | 39   | 0  |
| Deportivo Cali | 2013      | Kolumbia | Primera A | 33  | 0   | 6   | 1       | —             | —  | —    | 39   | 1  |
| Deportivo Cali | 2014      | Kolumbia | Primera A | 38  | 2   | 6   | 0       | CL + CS       | 8  | 0    | 52   | 2  |
| Deportivo Cali | 2015      | Kolumbia | Primera A | 25  | 1   | 3   | 0       | —             | —  | —    | 28   | 1  |
| Querétaro      | 2015–2016 | Meksyk   | Liga MX   | 28  | 3   | —   | —       | LMC           | 6  | 1    | 34   | 4  |
| Querétaro      | 2016–2017 | Meksyk   | Liga MX   | 0   | 0   | —   | —       | —             | —  | —    | 0    | 0  |
| Ogółem         |           |          |           |     |     |     |         |               |    |      |      |    |
| Kolumbia       | Kolumbia  | Kolumbia | 147       | 3   | 22≤ | 2≤  | CS + CL | 9             | 0  | 178≤ | 5    |    |
| Meksyk         | Meksyk    | Meksyk   | 28        | 3   | —   | —   | LMC     | 6             | 1  | 34   | 4    |    |
| Ogółem         | Ogółem    | Ogółem   | Ogółem    | 175 | 6   | 22≤ | 2       | CS + CL + LMC | 15 | 1    | 212≤ | 9≤ |

- CS – Copa Sudamericana
- CL – Copa Libertadores
- LMC – Liga Mistrzów CONCACAF